# 阿尔佩卡塔
阿尔佩卡塔是巴西米纳斯吉拉斯州的一个市镇。总面积167.349平方公里，总人口7007人，人口密度41.9人/平方公里。